# Daoko
DAOKO (だをこ, nascida em 4 de março de 1997) é uma cantora e rapper nascida em Tóquio. Ela começou sua carreira quando um de seus vídeos no Nico Nico Douga tornou-se popular, aos seus 15 anos, em 2012.

## Carreira
O nome DAOKO (ダオコ) foi originalmente seu apelido (nickname) na internet, que usa até hoje; o nome artístico não guarda qualquer relação com o seu nome verdadeiro.
Sua primeira turnê começou no dia 15 de janeiro de 2016 no Tsutaya O-East, Tokyo, Japão. Daoko foi nomeada para o Next Break Artist na MTV Video Music Awards Japan 2015
Daoko lançou o primeiro álbum, Hypergirl, em 5 de dezembro de 2012.
O artista m-flo participou do álbum "IRONY" em 2013. Uma das faixas desse álbum foi musica tema do filme 鷹の爪~美しきエリエール消臭プラス~。

## Prêmios
| Ano  | Cerimônia                            | Prêmio                   | Trabalho         | Resultado |
| ---- | ------------------------------------ | ------------------------ | ---------------- | --------- |
| 2015 | MTV Video Music Awards Japan de 2015 | Next Break Artist        | Daoko            | Indicada  |
| 2018 | Space Shower Music Awards            | Música do Ano            | "Uchiage Hanabi" | Venceu    |
| 2018 | Space Shower Music Awards            | Melhor Artista Revelação | Daoko            | Venceu    |
| 2018 | MTV Europe Music Award               | Melhor Ato Japonês       | Daoko            | Indicada  |
| 2019 | Space Shower Music Awards            | Melhor Artista Feminina  | Daoko            | Indicada  |